# Mark Anthony Williams
Pour les articles homonymes, voir Williams.
Mark Anthony Williams est un acteur et scénariste britannique, né le 9 janvier 1970  à Londres (Royaume-Uni).

## Filmographie

### comme acteur
- 1997 : Breakdown
- 1999 : Pretty Boy : Buster
- 2000 : Shoe Shine Boys
- 2002 : Book of Love
- 2002 : The Bathroom : Darnell
- 2003 : Cats and Mice : Ashton
- 2003 : Vivian : Jason
- 2003 : The Soul's Midnight : Detective #1
- 2003 : The Car Kid
- 2003 : Dallas 362
- 2003 : The Blues (vidéo) : Rappa Dude
- 2004 : Mean Jadine : Boyfriend #2
- 2004 : White Sheets Don't Stain : The Brown Disciple
- 2005 : Une femme noire (en) (TV) : Frank Tyler
- 2006 : L'Amour sur mesure (Phat Girlz) : Handsome Brotha'

### comme scénariste
- 2002 : The Bathroom (court métrage)
- 2006 : Flower Shop (court métrage)

### comme producteur
- 2002 : The Bathroom (court métrage)
- 2006 : Flower Shop (court métrage)